# Rust in Peace
Rust in Peace er Megadeths fjerde studiealbum, og bliver af mange betragtet som et af Megadeths bedste album, sammen med Peace Sells... But Who's Buying?.

## Spor
1. "Holy Wars... The Punishment Due" – 6:36
2. "Hangar 18" – 5:14
3. "Take No Prisoners" – 3:28
4. "Five Magics" – 5:24
5. "Poison Was the Cure" – 2:58
6. "Lucretia" – 3:58
7. "Tornado of Souls" – 5:22
8. "Dawn Patrol" – 1:50
9. "Rust in Peace... Polaris" – 5:36

### Bonusspor på genudgivelsen
1. "My Creation" – 1:36
2. "Rust in Peace... Polaris (demo)" – 5:25
3. "Holy Wars... The Punishment Due (demo)" – 6:16
4. "Take No Prisoners (demo)" – 3:23